# آندریا بیانکیمانو
آندریا بیانکیمانو (انگلیسی: Andrea Bianchimano؛ زادهٔ ۲۵ دسامبر ۱۹۹۶) بازیکن فوتبال اهل ایتالیا است.
از باشگاه‌هایی که در آن بازی کرده‌است می‌توان به باشگاه فوتبال رجینا اشاره کرد.